# بنة أتابك (الريف الشرقي)
بنة أتابك (بالفارسية: بنه اتابک) هي منطقة سكنية تقع في إيران في قسم الريف الشرقي الريفي. يقدر عدد سكانها بـ 37 نسمة بحسب إحصاء 2016.